# NGC 6858
NGC 6858 is een open sterrenhoop in het sterrenbeeld Arend. Het hemelobject werd op 29 juli 1829 ontdekt door de Britse astronoom John Herschel.